# جراحة روبوتية عبر الفم
الجراحة الروبوتية عبر الفم (تي أوه آر إس) تقنية جراحية حديثة تُستخدم لعلاج أورام الفم والحلق عن طريق الوصول المباشر عبر الفم. تستخدم الجراحة الروبوتية عبر الفم في انقطاع النفس النومي (تي أوه آر إس إيه) نفس النهج لفتح مجرى التنفس العلوي للمرضى الذين يعانون من انقطاع النفس الانسدادي النومي. في كلا هذين الإجراءين، يستخدم الجراح روبوتًا جراحيًا لرؤية البنى الموجودة في تجويف الفم والبلعوم (مؤخرة الحلق) والوصول إليها دون إحداث أي شقوق في الرقبة أو الذقن أو الشفة (تكون هذه الشقوق ضرورية عادةً في الإجراءات غير الروبوتية). تشمل تقنيات تي أوه آر إس الحالية استئصال اللوزتين الجذري واستئصال الحنك وأورام قاعدة الجمجمة واستئصال شق اللسان واستئصال الأورام الموجودة فوق الحنجرة. تُستخدم تقنية تي أوه آر إس إيه في جراحة رأب البلعوم والحنك واللهاة واستئصال شق اللسان وإجراءات أخرى في مجرى التنفس.

## دواعي الاستخدام

### الأورام السرطانية أو الحميدة
توفر تي أوه آر إس بديلًا ممتازًا للمعالجة الكيميائية الشعاعية والعمليات الجراحية المفتوحة التقليدية لبعض سرطانات الفم والحلق والحنجرة وقاعدة الجمجمة. يرتبط العلاج الكيميائي والعلاج الإشعاعي بسميات ضارة طويلة المدى، وتعد العمليات الجراحية المفتوحة شديدة التوغل عرضة لمضاعفات خطيرة والإقامة الطويلة في المستشفى. تتجنب تقنية تي أوه آر إس هذه المشكلات عن طريق تجنب الشقوق الخارجية وتقليل وقت الجراحة، وكلاهما مرتبط بزيادة فقدان الدم والعدوى. هناك تجارب سريرية جارية تجمع البيانات حول تي أوه آر إس، ولكن، أظهرت العديد من الدراسات مرارًا وتكرارًا أنها آمنة وفعالة في علاج الأورام الخبيثة والحميدة في الرأس والرقبة.

### انقطاع النفس الانسدادي النومي
الهدف من الجراحة الروبوتية عبر الفم في انقطاع النفس النومي هو زيادة حجم الحيز الهوائي الممتد من الفم إلى القصبة الهوائية. قد يشمل ذلك إزالة اللوزتين والغدانيات واللهاة وحافة الحنك و/أو جزء من قاعدة اللسان. عندما تكون إزالة قاعدة اللسان ضرورية، يمكن إزالتها بإحدى طريقتين. إذا كان نسيج اللوزتين اللساني كبيرًا على طول الجزء الخلفي من اللسان، تتم إزالته من جانب إلى آخر. إذا كان اللسان كبيرًا جدًا مقارنة بحجم الحلق، يتم تصغيره عن طريق استئصال الأنسجة في خط الوسط. الدراسات الكمية لنتائج المرضى غير متاحة بعد.

## النتائج
تقدم إجراءات تي أوه آر إس العديد من المزايا للتقنيات الجراحية البديلة المتمثلة في الاستئصال الجراحي المفتوح والجراحة التنظيرية التقليدية. تشير الأدبيات الحالية إلى أن هذه التقنية تؤدي إلى تقليل فقدان دم وتقصير مدة الإقامة في المستشفى ومعدل مضاعفات أقل من الجراحة المفتوحة.

### تي أوه آر إٍس تي أوه آر إس إيه لعلاج انقطاع النفس الانسدادي النومي
يعد مؤشر ضعف/توقف التنفس في أثناء النوم (إيه إتش آي)، وهو عدد لحظات توقف التنفس أو ضعف التنفس لكل ساعة من النوم، أحد الطرق الشائعة لقياس درجة توقف التنفس أثناء النوم لدى المريض. كلما زاد الرقم، كان التنفس أسوأ في أثناء النوم. في دراسة أجريت عام 2016 على 75 مريضًا، كان متوسط الانخفاض في إيه إتش آي بعد إجراء تي أوه آر إس 45%. وجدت دراسة أخرى عام 2016 انخفاضًا متوسطًا في إيه إتش آي بنسبة 51% لدى 11 مريضًا. حقق الباحثون أيضًا في تأثير جراحة تي أوه آر إس في انقطاع النفس الانسدادي النومي على وظيفة البلع. وجدت دراسة أجريت عام 2015 على 78 مريضًا أن التغذية عن طريق الفم استؤنفت لمدة 1.05 يومًا في المتوسط بعد الجراحة، ولم يشكو مريض واحد من صعوبة البلع على المدى الطويل.